# Wappen Tristan da Cunhas
Das Wappen Tristan da Cunhas wurde im Jahr 2002 angenommen, nachdem zuvor das Wappen St. Helenas auch für die von dort verwaltete Inselgruppe Tristan da Cunha gültig war. Auf der neuen Verfassung von 2009 wird hingegen ausschließlich das Wappen St. Helenas für das gesamte Überseegebiet St. Helena, Ascension und Tristan da Cunha gezeigt.
Das Wappen findet sich im Flugteil der Flagge Tristan da Cunhas und in der Union Flag des Administrators von Tristan da Cunha.

## Aufbau
Im geteilten blau-silbernem Wappen sind vier Albatrosse in verwechselten Farben, in dessen Mitte eine in verwechselter Farbe silber-blaue Raute liegt. Als Schildhalter an beiden Seiten je eine Languste der Art Jasus paulensis, welche auf Tristan da Cunha und dem Seamount Vema 1680 Kilometer nordöstlich endemisch ist. Über dem Schild ist ein Helm mit blauer Helmdecke, auf welchem eine goldene Schiffskrone und ein Tristan-da-Cunha-Langboot mit gesetzten Segeln prangt.
In einer Schleife unter dem Schild ist das Motto Tristan da Cunhas geschrieben, Our faith is our strength (englisch für „Unser Glaube ist unsere Stärke“).